# Росс, Гэри
Гэ́ри Росс (род. 3 ноября 1956, Лос-Анджелес) — американский кинорежиссёр, сценарист и продюсер. Наиболее известен по работам над фильмами «Плезантвиль» (1998), «Фаворит» (2003) и «Голодные игры» (2012).
В 1990 году получил премию «Сатурн» за лучший сценарий.

## Фильмография
| Год  | Фильм                 | Статус   | Статус    | Статус     | Примечания                            |
| Год  | Фильм                 | режиссёр | сценарист | продюсер   | Примечания                            |
| ---- | --------------------- | -------- | --------- | ---------- | ------------------------------------- |
| 1986 | Автостопщик           |          | Да        |            | Сериал, эпизод: "Человек и его мечта" |
| 1988 | Большой               |          | Да        | Сопродюсер |                                       |
| 1992 | Мистер бейсбол        |          | Да        |            |                                       |
| 1993 | Дэйв                  |          | Да        |            |                                       |
| 1994 | Лесси                 |          | Да        |            |                                       |
| 1995 | Братья Мизери         |          | Да        |            |                                       |
| 1997 | Процесс и ошибка      |          |           | Да         |                                       |
| 1998 | Плезантвиль           | Да       | Да        | Да         |                                       |
| 2003 | Фаворит               | Да       | Да        | Да         |                                       |
| 2008 | Приключения Десперо   |          | Да        | Да         |                                       |
| 2012 | Голодные игры         | Да       | Да        | Да         |                                       |
| 2016 | Свободный штат Джонса | Да       | Да        | Да         |                                       |
| 2018 | 8 подруг Оушена       | Да       | Да        |            |                                       |

## Награды и номинации
| Премия                         | Год  | Фильм         | Категория                            | Результат |
| ------------------------------ | ---- | ------------- | ------------------------------------ | --------- |
| «Оскар»                        | 1989 | «Большой»     | Лучший оригинальный сценарий         | Номинация |
| «Оскар»                        | 1994 | «Дэйв»        | Лучший оригинальный сценарий         | Номинация |
| «Оскар»                        | 2004 | «Фаворит»     | Лучший фильм                         | Номинация |
| «Оскар»                        | 2004 | «Фаворит»     | Лучший адаптированный сценарий       | Номинация |
| «Выбор критиков»               | 2004 | «Фаворит»     | Лучший сценарий                      | Номинация |
| «Сатурн»                       | 1990 | «Большой»     | Лучший сценарий                      | Победа    |
| «Сатурн»                       | 1999 | «Плезантвиль» | Лучший сценарий                      | Номинация |
| «Спутник»                      | 1999 | «Плезантвиль» | Лучший фильм — комедия или мюзикл    | Номинация |
| «Спутник»                      | 1999 | «Плезантвиль» | Лучший режиссёр                      | Номинация |
| «Спутник»                      | 1999 | «Плезантвиль» | Лучший оригинальный сценарий         | Победа    |
| «Спутник»                      | 2004 | «Фаворит»     | Лучший адаптированный сценарий       | Номинация |
| Премия Гильдии режиссёров США  | 2004 | «Фаворит»     | Лучший режиссёр                      | Номинация |
| Премия Гильдии продюсеров США  | 1999 | «Плезантвиль» | Самый многообещающий продюсер        | Победа    |
| Премия Гильдии продюсеров США  | 2004 | «Фаворит»     | Лучший фильм                         | Номинация |
| Премия Гильдии сценаристов США | 1989 | «Большой»     | Лучший оригинальный сценарий         | Номинация |
| Премия Гильдии сценаристов США | 1994 | «Дэйв»        | Лучший оригинальный сценарий         | Номинация |
| Премия Гильдии сценаристов США | 1994 |               | Почётная награда имени Пола Сельвина | Победа    |
| Премия Гильдии сценаристов США | 2004 | «Фаворит»     | Лучший адаптированный сценарий       | Номинация |